# ديفيد جونسون (لاعب كريكت بريطاني)
ديفيد جونسون (23 أغسطس 1944 في المملكة المتحدة - ) (بالإنجليزية: David Johnson)‏ هو لاعب كريكت بريطاني. لعب مع Lincolnshire County Cricket Club ‏.

## وصلات خارجية
- دايفيد جونسون على موقع إي آس بي آن كريك إنفو (الإنجليزية)